# 近藤芳樹 (音楽プロデューサー)
近藤芳樹（こんどう よしき、1961年 - ）は、大阪府守口市出身の音楽プロデューサー。

## 略歴
80年代よりスタジオワークを経てバンドU-colorを結成。その後、作曲家鈴木淳に師事。以降その手腕から、コンシピオレコード、エイベックス・エンタテインメントを経て、現在はテイチクエンタテインメント制作部に所属。
渋さ知らズオーケストラのディレクション、プロデュースから、Gocoo、GoRo、LIBO等の新人アーティストの発掘も手掛ける。一方、2004年にヨイトマケ・レコードを設立。アイヌ民族の研究を続け、アイヌ文化を音源化すべく、2004年に音楽CD『JAPAN LEGEND Vol.1 銀のしずく〜知里幸恵「アイヌ神謡集」捧ぐ〜』をリリース。居壁太（OKI THE FAR EAST BAND）をはじめとしたアーティストが参加している。